# Drosophila sticta
Drosophila sticta är en tvåvingeart som beskrevs av Wheeler 1957.

## Taxonomi och släktskap
Drosophila sticta ingår i släktet Drosophila, undersläktet Drosophila och som ensam medlem i artgruppen Drosophila sticta.

## Utbredning
Artens utbredningsområde sträcker sig från El Salvador till Colombia.